# Valete (rapper)
Valete, nome artístico de Keidje Torres Lima, é um rapper português, de origem santomense. Começou a participar ativamente no movimento de hip-hop em Portugal no ano de 1997. É conhecido por pautas anticapitalistas, de esquerda, que retratam temas sociais da sociedade contemporânea. Atualmente, tem dois álbuns editados e cerca de 11 000 cópias vendidas.

## Vida pessoal e carreira musical
Valete também é conhecido por Viris, Keidje Lima
Filho de são-tomenses, começou por residir em Benfica, depois foi morar em Odivelas, voltando depois a Benfica, tendo-se após isso mudado para a Amora e finalmente fixando-se na Damaia.
Durante a sua juventude, manteve relações com a JCP (Juventude Comunista Portuguesa) e o PCP (Partido Comunista Português). Contudo, na mesma entrevista admitiu que apesar de ser um partido ao qual se identifica ideologicamente, tem problemas com a sua estrutura e pautas sociais. Assim, prefere apoiar o Bloco de Esquerda, por estar muito próximo das suas referências políticas. Apesar disso, admitiu votar na CDU nas legislativas de 2024, através de uma subscrição de um texto plataforma "Iniciativa dos Comuns". 
Em 1997, iniciou a sua atividade musical e com Adamastor e Bónus formou o Canal 115 e mais tarde a editora Horizontal Records. Nesse mesmo ano, e ainda com 16 anos, começou a ser convidado para as mixtapes lançadas por DJs como Bomberjack e Cruzfader. Atuou com Canal 115 durante 2 anos em vários concertos pelo país, até que fez um interregno para se dedicar mais aos estudos, tendo-se mais tarde licenciado em Ciências da Comunicação na já encerrada Universidade Independente(Unl).
Em 2002, regressou com o álbum Educação Visual, lançado de forma independente. Valete, que antes deste álbum era mais conhecido como um freestyler e battle mc, pôde mostrar em Educação Visual uma linha de rap de cariz social que muitos não lhe reconheciam. Na música "Anti-Herói", do seu álbum seguinte, viria a definir-se como um "Trotskista belicista".
Em 2006, é lançado o álbum Serviço Público.
Em 2009, o rapper diz que irá lançar um novo álbum, Homo Libero, que iria suceder ao disco Serviço Público. No entanto, o lançamento deste álbum foi sempre adiado pelo rapper.
Em 2017, Valete entra no projeto "Língua Franca" com Emicida, Rael e Capicua. Valete participa em 3 das 10 músicas que fazem parte do álbum. No mês de junho Valete lança 2 singles: "Poder" e "Rap Consciente". O rapper anuncia ainda o lançamento de um novo álbum em breve.
Em 2019, o rapper anuncia que o seu terceiro álbum terá o título de "Em Movimento", e não 360 Graus, nem Homo Líber, como fui anunciando ao longo dos últimos onze anos. Valete pretende, com este novo álbum, entrar num registo mais adequado aos dias de hoje, por isso, anunciou que as faixas do album serão lançadas separadamente, originando, no fim, uma compilação que será lançada em formato físico.
No lançamento da 2.ª faixa do álbum "Em Movimento", denominada BFF. Valete foi alvo de vastas críticas provenientes da comunidade "feminista burguesa" e de algumas celebridades portuguesas, nomeadamente, atrizes.  No seguimento destes acontecimentos, Valete lançou um vídeo, onde explica o seu tema e aquilo que representa, deixando, também, fortes críticas às mulheres que o acusaram. Várias foram as celebridades que vieram a público defender Valete e a sua mais recente canção.

## Discografia
| Ano  | Título          | Tipo    |
| ---- | --------------- | ------- |
| 2002 | Educação Visual | Álbum   |
| 2006 | Serviço Público | Álbum   |
| 2012 | Contra Cultura  | Mixtape |
| 2023 | Aperitivo       | EP      |

## Participações

### Álbuns
- Nação Hip Hop 2005 com a música "Fim Da Ditadura" (2005)
- Pratica(mente) de Sam The Kid (2006)
- Arrastão Verbal de DJ Núcleo (2007)
- Babalaze de Azagaia (2007)
- V.I.D.A. de Sanryse (2007)
- Portfólio de Royalistick (2008)
- Preto no Branco de Boss AC (2009)
- Hard Core de Dji Tafinha (2009)
- Na Linha Da Frente de GPRO - Com as músicas "G.P.R.O" e "Karaboss Remix" (Maio/2010)
- '"Voyages'" de Oz - com a música "Dor e Prazer" (2011)
- Projecto Diversidad (2010)[7]
- A Essência dos Mind da Gap na música "Não Pára" (2010)
- Contra Cultura (2012)
- Cubaliwa de Azagaia (2013) na música "Países do medo"
- 1 de Jimmy P (2013) na música "Revolution"
- Fvmaly F1rst de Jimmy P (2015) na música "Marcha"
- Chavascal de Tribruto (2015) na música "Xaringados"
- "Bicho do Mato" de W-Magic (2015)
- Na Batida dos Outros (2015)
- Língua Franca (2017)

### Compilações
- Primeiro Kombate (2003) - com o tema "À Noite" com participação de Bónus
- Poesia Urbana Vol.1 (2004)
- Nação Hip Hop 2007 com a música "Revelação" (2007)
- Nação Hip Hop 2008 com as músicas "Os Meus" e "Baza Correr Com O Paulo Bento" (2008)

### Tributos
- Adriano Aqui e Agora: O Tributo (2007)

### Mixtapes
- Mixtape Reencontro do Vinil Vol. 1 (Janeiro/1998) de DJ Bomberjack - um tema
- Mixtape Reencontro do Vinil Vol. 2 (1998) de DJ Bomberjack - três temas, sendo um deles ("Reflexão") com participação de Bomberjack e outro ("Injecção Letal") com Adamastor
- Mixtape Volta a Dar Cartas em 99 (1999) de DJ Bomberjack - participa num tema
- Mixtape Freestyle Connexion em 02 de DJ Bomberjack - participa num tema
- Mixtape Colisão Ibérica em 00 de DJ Bomberjack - participa num tema
- Mixtape Lisboa-Porto Connection (1999) de DJ Cruzfader
- Mixtape Tuga Mix (1999) de DJ Cruzfader
- Net-tape Zeb Tape 4 (rap tuga vs rap fr) (2007) - um tema
- Mixtape Kara Davis (2008) - Regula
- Mixtape Tuga x France Connection (2009) de Zeblak - participa num tema
- Net-tape Zeb Tape 7 (2009) Religião d'um anti-herói da rua - com Royalistick no remix do Zeblak (+ o clip bónus)
- Álbum/Mixtape Primeiras Linhas de Kriba, sem data prevista. Conta igualmente com a presença de Regula e de Sam, The Kid.